# Ismaël Kamagate
Ismaël Kamagate (Parigi, 17 gennaio 2001) è un cestista francese.

## Carriera
È stato selezionato dai Detroit Pistons al secondo giro del Draft NBA 2022 (46ª scelta assoluta).

### In Italia
Il 19 luglio 2023 l'Olimpia Milano "comunica di aver raggiunto un accordo fino al 2025" con il giocatore.

## Palmarès

### Individuale
- Basketball Champions League Star Lineup: 1

Derthona: 2024-2025

## Statistiche

### Eurolega
| Anno      | Squadra        | PG | PT | MP  | TC%  | 3P% | TL% | RP  | AP  | PRP | SP  | PP  |
| --------- | -------------- | -- | -- | --- | ---- | --- | --- | --- | --- | --- | --- | --- |
| 2023-2024 | Olimpia Milano | 9  | 1  | 2,6 | 55,6 | -   | 0,0 | 0,2 | 0,1 | 0,0 | 0,0 | 1,1 |
| Carriera  | Carriera       | 9  | 1  | 2,6 | 55,6 | -   | 0,0 | 0,2 | 0,1 | 0,0 | 0,0 | 1,1 |

### Eurocup
| Anno      | Squadra  | PG | PT | MP   | TC%  | 3P% | TL%  | RP  | AP  | PRP | SP  | PP  |
| --------- | -------- | -- | -- | ---- | ---- | --- | ---- | --- | --- | --- | --- | --- |
| 2022-2023 | Paris    | 20 | 11 | 23,0 | 76,3 | -   | 80,4 | 8,4 | 0,4 | 0,4 | 1,5 | 9,2 |
| Carriera  | Carriera | 20 | 11 | 23,0 | 76,3 | -   | 80,4 | 8,4 | 0,4 | 0,4 | 1,5 | 9,2 |